# 至福党

至福党（しふくとう、トルコ語: Saadet Partisi, SP）は、トルコのイスラーム系政党。

## 沿革
至福党の前身である美徳党は、2001年に軍部の圧力により非合法化され、その支持勢力と所属議員は、美徳党党首レジャイ・クタンが率いる至福党と、前イスタンブール市長エルドアンが率いる公正発展党に分裂することとなった。
旧福祉党、美徳党の古参幹部らで構成された至福党は、2002年の総選挙で有権者に清新さをアピールできず、主要な支持層の大半を公正発展党に奪われて惨敗し、国会内の議席を失った。
至福党は、設立から一貫して福祉党党首だったエルバカンの影響下にあり、2003年にエルバカンが政治活動禁止措置を解除されると、エルバカンが正式に党首に復帰した。2006年に、至福党は検察から政治資金収支の不透明さを指摘され、同党が再び非合法化の対象となるのを恐れたエルバカンは党首を退任し、クタンが再び党首に復帰した。

## 総選挙での得票率、獲得議席数
至福党が参加した総選挙での得票率、獲得議席数は以下の通り。
| 年         | 党首                 | 得票数  | 得票率 | 獲得議席 |
| ---------- | -------------------- | ------- | ------ | -------- |
| 2002年     | レジャイ・クタン     | 784,087 | 2.49%  | 0        |
| 2007年     | レジャイ・クタン     | 820,289 | 2.34%  | 0        |
| 2011年     | ムスタファ・カマラク | 543,454 | 1.27%  | 0        |
| 2015年6月  | レジャイ・クタン     | 950,359 | 2.06%  | 0        |
| 2015年11月 | レジャイ・クタン     | 325,978 | 0.68%  | 0        |
| 2018年     | テマル・カラモオール | 673,731 | 1.34%  | 2        |
| 2023年     | テマル・カラモオール | N/A     | N/A    | 20       |

## 歴代党首
| #   | 氏名 （生没年）                        |  | 就任日                                     | 退任日         |
| --- | -------------------------------------- |  | ------------------------------------------ | -------------- |
| 1   | レジャイ・クタン (1930–)               |  | 2001年7月20日                              | 2003年5月11日  |
| 2   | ネジメッティン・エルバカン (1926–2011) |  | 2003年5月11日                              | 2004年1月30日  |
| (1) | レジャイ・クタン (1930–)               |  | 2006年4月8日 （2004年1月30日より党首代行） | 2008年10月26日 |
| 3   | ヌマン・クルトゥルムシュ (1959–)       |  | 2008年10月26日                             | 2010年10月17日 |
| (2) | ネジメッティン・エルバカン (1926–2011) |  | 2010年10月17日                             | 2011年2月27日  |
| 4   | ムスタファ・カマラク (1948–)           |  | 2011年3月5日                               | 2016年10月30日 |
| 5   | テマル・カラモオール (1941–)           |  | 2016年10月30日                             |                |